# Meghann Fahy
Meghann Fahy (sinh năm 1989 hoặc 1990) là nữ diễn viên người Mỹ. Vai diễn nổi bật đầu tiên của cô là vai Hannah O'Connor trong phim truyền hình dài tập One Life to Live (2010-2012) của đài ABC. Cô lần đầu ra mắt sân khấu Broadway trong vở Next to Normal (2010-2011). Sau các vai điện ảnh đầu tiên trong Those People và Burning Bodhi năm 2015, Fahy được biết tới nhiều hơn với vai chính trong bộ phim truyền hình The Bold Type (2017-2021) của đài Freeform.
Năm 2022, cô nhận nhiều đánh giá tích cực khi tham gia mùa thứ hai của The White Lotus (HBO), qua đó giành được một đề cử giải Primetime Emmy cho "Nữ diễn viên phụ xuất sắc trong sê-ri phim truyền hình". Năm 2024, cô đóng chính trong sê-ri ngắn The Perfect Couple.

## Danh sách phim

### Điện ảnh
| Năm  | Tên                 | Vai            | Ct    |
| ---- | ------------------- | -------------- | ----- |
| 2015 | Those People        | London         |       |
| 2015 | Burning Bodhi       | Lauren         |       |
| 2016 | Miss Sloane         | Clara Thomson  |       |
| 2016 | Our Time            | Jen            |       |
| 2024 | Your Monster        | Jackie Dennon  |       |
| 2025 | Rebuilding          | Ruby           |       |
| 2025 | The Unbreakable Boy | Teresa LeRette |       |
| 2025 | Drop                | Violet         | [ 2 ] |